# Gusow-Platkow
Gusow-Platkow è un comune di 1 372 abitanti del Brandeburgo, in Germania.

Appartiene al circondario (Landkreis) del Märkisch-Oderland (targa MOL) ed è parte della comunità amministrativa (Amt) di Neuhardenberg.

## Storia
Il comune di Gusow-Platkow venne formato il 1º gennaio 1998 dall'unione dei 2 comuni di Gusow e Platkow, che ne divennero frazioni.

## Geografia antropica

### Suddivisioni amministrative
Il territorio comunale comprende 2 centri abitati (Ortsteil), corrispondenti ai vecchi comuni uniti:
- Gusow
- Platkow

## Amministrazione

### Gemellaggi
Il comune di Gusow-Platkow è gemellato con:
- Neuhofen an der Krems
- Santok